# Marche de Fermo
983 – fin du XIe siècle
Entités précédentes :
- Duché de Fermo

Entités suivantes :
- Marche d'Ancône

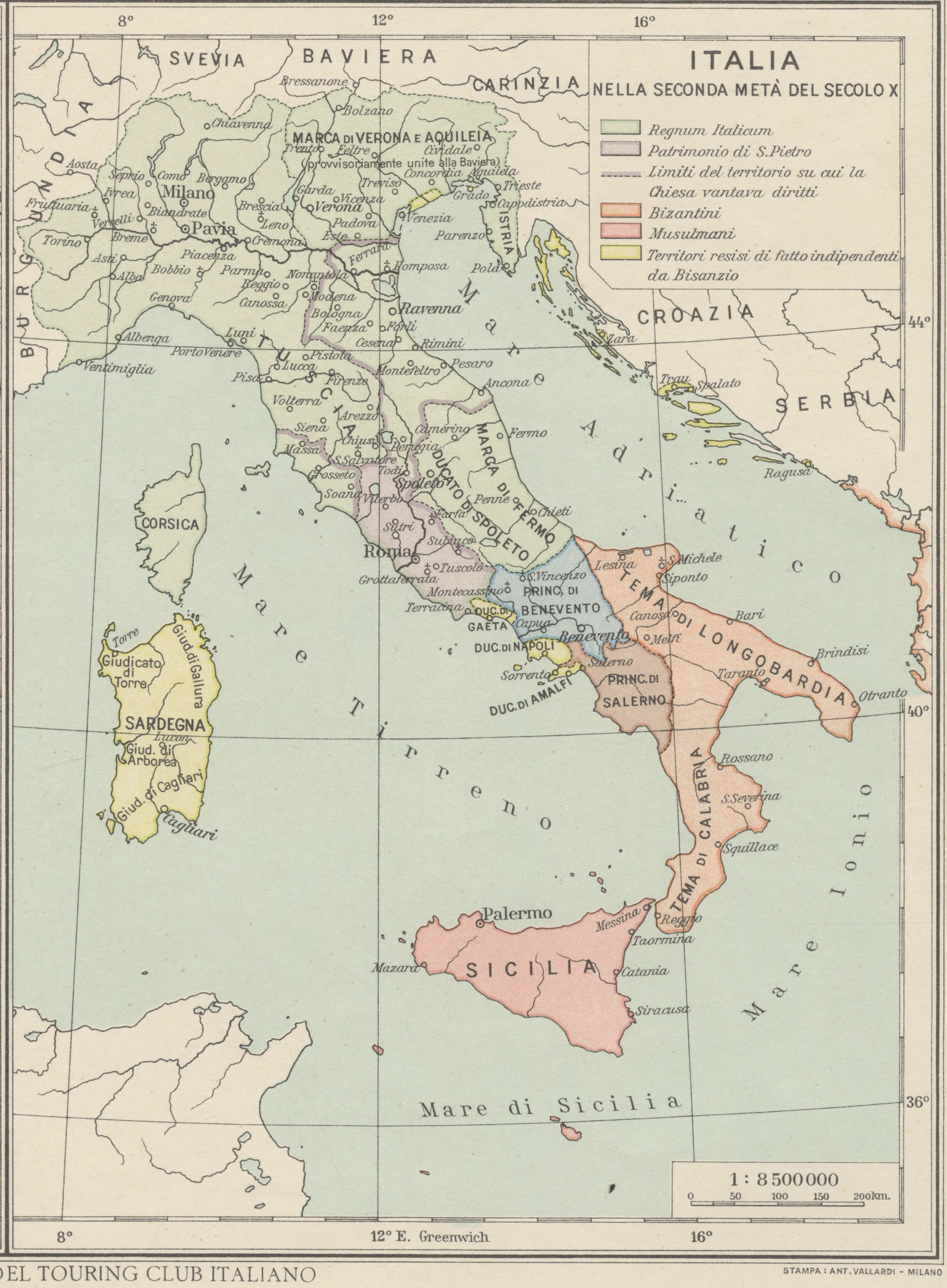
Carte de l'Italie du Xe siècle où la Marche de Fermo est visible

La Marche de Fermo (Marca Fermana ou Marca di Fermo en Italien ; Marchia Firmana en latin) était une subdivision administrative du centre de l'Italie sous la juridiction de la ville de Fermo. Elle constituait le noyau originel de la région des Marches.

## Histoire

### Origine
La Marche de Fermo provient du duché régional de Fermo, établi par les Lombards au sein du Duché de Spolète. À partir de ce dernier, vers l'an 1000, le territoire s'est réorganisé en une marche. La première source qui certifie l'existence de la Marche de Fermo est un diplôme de l'empereur Otton II de 983 apr. J.-C.

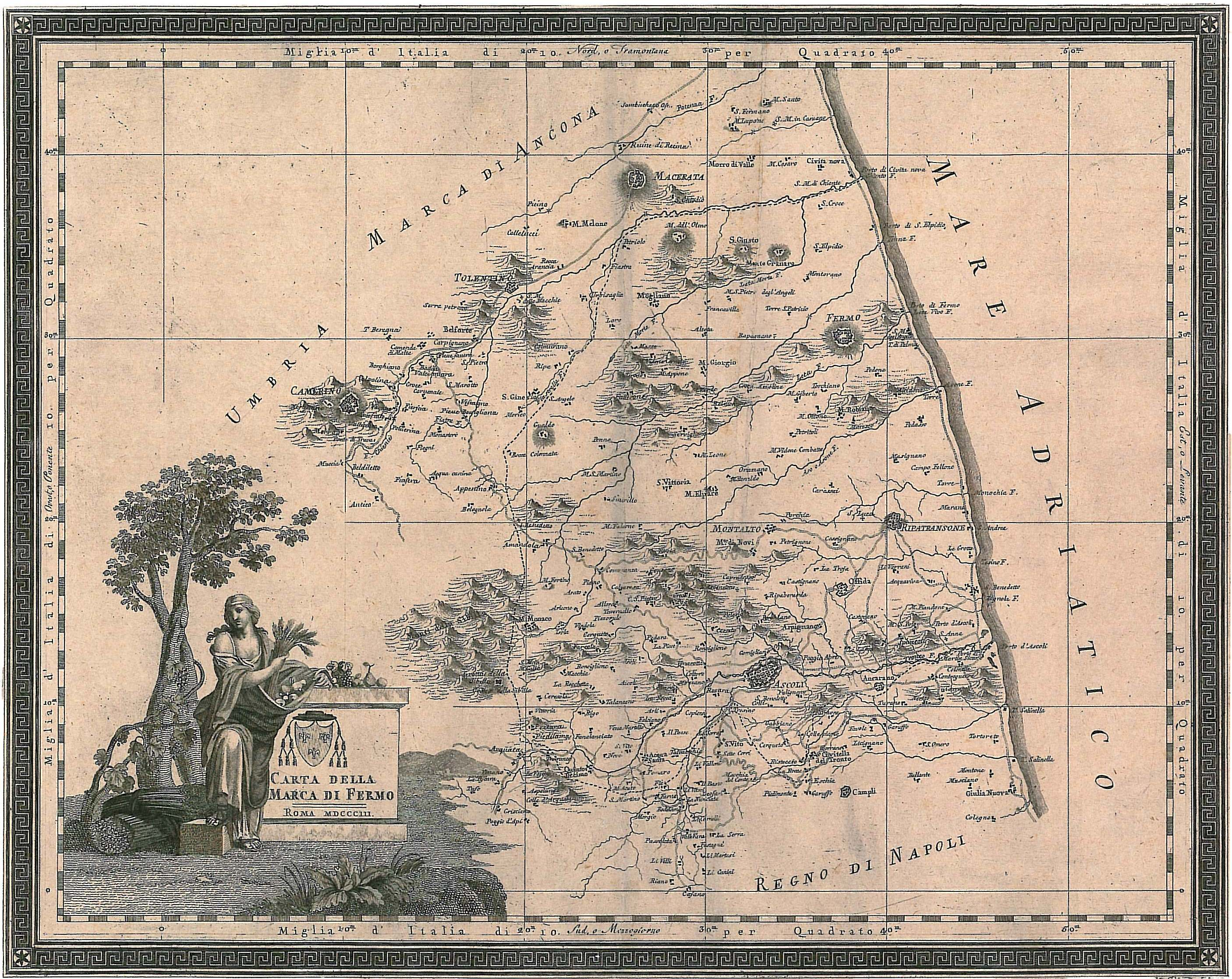
La Marca di Fermo dans une carte conservée à la (Bernardino Olivieri, Rome, 1803).

Le territoire originel embrassait la région entre la rivière Musone au nord et la vallée de Sangro au sud, y compris le Comité Camerino (qui comprenait également la ville de Macerata), le Comité Ascoli, le Gastaldat de Aprutium (Teramo) et le Gastaldat de Teate (Chieti). Cette extension dura un siècle : en 1080 en effet la Marca Fermana, après la conquête normande, perdit le contrôle d'une partie des territoires des Marches et de tous les territoires des Abruzzes situés au sud du fleuve Tronto, qui étaient inclus dans le Duché d'Apulie et de Calabre selon l'accord entre le pape Grégoire VII et le prince normand Robert d'Hauteville, dit « il Guiscardo ». Une frontière est donc tracée pour la première fois de l'histoire sur le fleuve Tronto qui marque pendant huit cents ans la limite entre l'État pontifical et les royaumes de Sicile, puis de Naples et des Deux-Siciles, ainsi que, après l'unification de L'Italie, la frontière administrative entre la Région des Marches et la Région des Abruzzes. À partir de 1080, la Marca Fermana prend donc la physionomie visible sur l'image ci-contre et comprend un territoire qui correspond plus ou moins aux provinces actuelles de Fermo, Macerata et Ascoli Piceno.
À la fin du XIe siècle, la Marche de Fermo et la Marche de Camerino ont été unies à la Marche d'Ancône. Une entité géographique et politique similaire à la région des Marches d'aujourd'hui est née : la frontière au nord est le fleuve Marecchia, le fleuve Tronto au sud, les Apennins à l'ouest et la mer Adriatique à l'est.

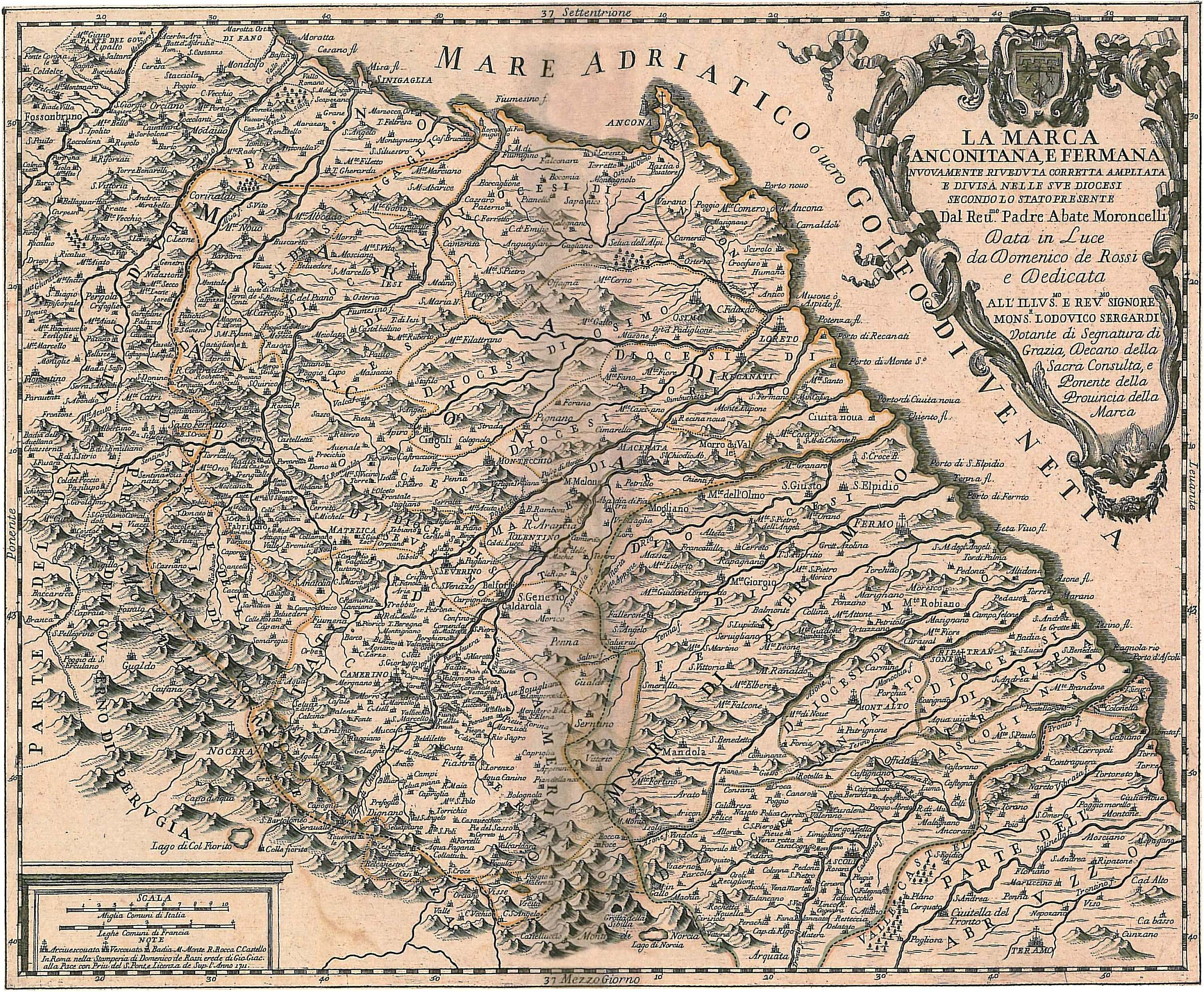
La Marca Anconitana e Fermana de Silvestro Moroncelli (1703).

### Annexion aux États pontificaux et suite
À partir de l'ère des communes, l'entité politique administrative a été divisée en de nombreuses entités locales.
À partir du XIVe siècle, la Marca Fermana est absorbée par l'État pontifical, qui s'étend en Ombrie, dans les Marches et en Romagne. Le territoire était organisé en circonscriptions administratives comparables aux provinces d'aujourd'hui, appelées légations.
De cette manière, l'ancienne Marca Fermana a été divisée en territoires de Macerata, Camerino, Fermo et Ascoli. Malgré cela, en 1703, sur une carte dessinée par le cosmographe-géographe Silvestro Moroncelli, le nom Marca Anconitana e Fermana a survécu.
Cette subdivision administrative est restée plus ou moins inchangée jusqu'à l'unification de l'Italie, à l'exception de la brève parenthèse de la période napoléonienne, lorsque les territoires des délégations de Fermo, Camerino, Ascoli et une partie de celle de Macerata ont été réunis dans le département de Tronto dont la capitale était fixée à Fermo.